# Walt Disney Animation Japan
Walt Disney Animation Japan (1989-2004) è stato uno studio di animazione con sede a Tokyo, Giappone, che produceva film e serie televisive per i DisneyToon Studios della Disney.
Lo studio è stato fondato nel 1989 da Motoyoshi Tokunaga attraverso l'acquisto della Pacific Animation Corporation insieme agli ex-dipendenti degli studi di Toei Animation e TMS Entertainment.

## Film
- Il ritorno di Jafar (1994)
- Aladdin e il re dei ladri (1996)
- Winnie the Pooh alla ricerca di Christopher Robin (1997)
- Pocahontas II - Viaggio nel nuovo mondo (1998)
- Topolino e la magia del Natale (1999)
- T come Tigro... e tutti gli amici di Winnie the Pooh (2000)
- Cenerentola II - Quando i sogni diventano realtà (2002)
- Il gobbo di Notre Dame II (2002)
- La carica dei 101 II - Macchia, un eroe a Londra (2003)
- Pimpi, piccolo grande eroe (2003)
- Mulan II (2004)
- Winnie the Pooh e gli Efelanti (2005)

## Serie televisive
- I Gummi (1989–1990)
- Cip & Ciop agenti speciali (1989–1990)
- TaleSpin (1990–1991)
- Darkwing Duck (1991)
- Ecco Pippo! (1992–1993)
- La sirenetta - Le nuove avventure marine di Ariel (1992–1994)
- Bonkers gatto combinaguai (1993–1994)
- Aladdin (1994)
- La carica dei 101 - La serie (1997-1998)
- Hercules (1998-1999)